# Badarchiin Myagmardorj
Badarchiin Myagmardorj es un deportista mongol que compitió en judo. Ganó una medalla de bronce en el Campeonato Asiático de Judo de 2005, en la categoría de –100 kg.

## Palmarés internacional
| Campeonato Asiático | Campeonato Asiático  | Campeonato Asiático | Campeonato Asiático |
| Año                 | Lugar                | Medalla             | Categoría           |
| ------------------- | -------------------- | ------------------- | ------------------- |
| 2005                | Taskent (Uzbekistán) | Medalla de bronce   | –100 kg             |